# Papio ursinus
Papio ursinus é uma espécie de babuíno, um macaco do Velho Mundo do gênero Papio. É uma das maiores espécies de primatas.
Ocorrendo principalmente no sul da África, P. ursinus possui uma ampla variedade de comportamentos sociais, incluindo hierarquia de dominância, forrageamento coletivo, adoção de infantes pelas fêmeas, "amizade". São complexos comportamentos da etologia dessa espécie.
Em geral, essa espécie não é ameaçada, mas a pressão da população humana tem aumentado o contato entre babuínos e humanos. Caça, acidentes e atropelamento são graves ameaças a P. ursinus. Isto tem diminuído as populações e corrompido sua estrutura social.

## Taxonomia
Devido à hibridização entre as espécies de babuínos na África, alguns autores têm ocasionalmente incluído todas as populações em uma única espécie, Papio papio. Fronteiras relativamente arbitrárias foram usadas para separá-las em subespécies. Outros autores consideram P. ursinus como subespécie de Papio cynocephalus, embora, atualmente, sejam duas espécies separadas. P. ursinus tem duas ou três subespécies, dependendo da classificação: Grubb et al. (2003) lista duas, enquanto Groves (2005) no Mammal Species of the World lista três.  Para Grubb et al. (2003), P. u. raucanaé sinônimos de P. u. ursinus.
- Papio ursinus ursinus Kerr, 1792 – (encontrado no sul da África do Sul)
- P. u. griseipes Pocock, 1911 – (encontrado desde o norte da África do Sul até a Zâmbia)(
- P. u. raucana Shortridge, 1942 – (encontrado desde a Namíbia até o sul de Angola)(

## Descrição
P. ursinus provavelmente é uma das maiores espécies de macacos, com o comprimento do macho entre 50 e 115 cm e a cauda medindo entre 45 e 84 cm. É também, um dos mais pesados: o macho pesa entre 21 e 45 kg. Babuínos são sexualmente dimórficos e as fêmeas são menores que os machos. A fêmea pesa entre 12 e 25 kg. É similar ao tamanho de Papio anubis e pesa como o compacto mandril. P. ursinus é geralmente cor marrom a cinza. Ao contrário dos machos das espécies de babuínos ao norte, os machos de P. ursinus não possuem juba. A mais distinta característica desta espécie é a face longa, voltada para baixo. Os caninos de um macho podem chegar a ter 4,16 cm de comprimento.